# Praetaxila tyrannus
Praetaxila tyrannus is een vlindersoort uit de familie van de prachtvlinders (Riodinidae), onderfamilie Nemeobiinae.
Praetaxila tyrannus werd in 1897 beschreven door Grose-Smith & Kirby.